# Psittacanthus quadrangularis
Psittacanthus quadrangularis är en tvåhjärtbladig växtart som beskrevs av Kuijt. Psittacanthus quadrangularis ingår i släktet Psittacanthus och familjen Loranthaceae. Inga underarter finns listade i Catalogue of Life.